# Armando Filiput
Armando Filiput   (Ronchi dei Legionari, 19 de desembre de 1923 - Ronchi dei Legionari, 30 de març de 1982) va ser un atleta italià, especialista en el 400 metres tanques, que va competir durant les dècades de 1940 i 1950.
El 1952 va prendre part en els Jocs Olímpics de Hèlsinki, on disputà dues proves del programa d'atletisme. Fou sisè en els 400 metres tanques, mentre en els 4x400 metres relleus quedà eliminat en sèries.
En el seu palmarès destaquen dues medalles al Campionat d'Europa d'atletisme de 1950, d'or en els 400 metres tanques i de plata en els 4x400 metres, formant equip amb Baldassare Porto, Luigi Paterlini i Antonio Siddi. Als Jocs del Mediterrani també guanyà dues medalles, d'or el 1951 i de bronze el 1955 en els 4x400 metres. A nivell nacional guanyà set campionats nacionals dels 400 metres tanques (1946, 1949, 1950, 1951, 1952, 1953, 1954) i tres dels 4×400 metres (1949, 1951, 1952). El 1950 millorà el rècord nacional dels 400 metres tanques en quatre ocasions, la darrera de les quals també fou rècord d'Europa.

## Millors marques
- 400 metres. 48.2" (1950)
- 400 metres tanques. 51.6" (1950)[1][7]